# Чача
Ча́ча (груз. ჭაჭა) — грузинський міцний алкогольний напій, виноградний бренді. Часто називається «грузинською горілкою». Міцність становить 35-50 %, рідше 60 %. Отримується шляхом дистиляції виноградного вина. Іноді в Грузії називають чачею будь-який плодовий самогон.
У вересні 2011 влада Грузії оформила патент на чачу та ще декілька інших страв національної кухні..